# Schulbegleiter
Schulbegleiter sind eine Form persönlicher Assistenz und unterstützen Kinder mit einer Behinderung im schulischen Alltag. Die Schulbegleitung ist eine langfristig eingesetzte Maßnahme der allgemeinen Eingliederungshilfe und der Eingliederungshilfe für seelisch behinderte Kinder und Jugendliche.
Zusätzliche Erwachsene, die die Lehrer unterstützen, welche für die Unterrichtsstunde hauptverantwortlich ist, aber nicht von der Eingliederungshilfe finanziert werden, gelten nicht als Schulbegleiter bzw. Integrationshelfer. Auch Sonderschullehrer, Förderlehrer und heilpädagogische Förderlehrer und pädagogische Mitarbeiter fungieren (stundenweise) als zusätzliche Arbeitskräfte im Unterricht, Letztere vor allem in der Ganztagsschule. Beide Gruppen von Mitarbeitern werden von der zuständigen Schulaufsichtsbehörde beschäftigt.

## Definition und Zielsetzungen
Die Schulbegleitung richtet sich primär an förderungsbedürftige Kinder, die an einer Regelschule unterrichtet werden. Möglich ist auch, dass Kinder, die eine Förderschule besuchen, einen Schulbegleiter zugewiesen bekommen, weil sich die Schule (meist aufgrund eines medizinisch festgestellten Förderbedarfs) nicht in der Lage sieht, den Schüler ohne individuelle Betreuung zu unterrichten. Voraussetzung hierzu ist, dass der Schüler überwiegend in der Klassengemeinschaft unterrichtet wird und dabei schulische Fortschritte erzielen kann. Im Rahmen der angestrebten integrativen Pädagogik und der inklusiven Pädagogik wird verstärkt darauf Wert gelegt, dass Schüler mit Behinderungen Regelschulen besuchen können.
Aus Mitteln der Eingliederungshilfe können Schüler mit folgenden Behinderungen bzw. Beeinträchtigungen gefördert werden:
- Sprachstörung
- Aufmerksamkeitsdefizit-/Hyperaktivitätsstörung (ADHS)
- Formen der geistigen Behinderung
- Körperbehinderung aufgrund verschiedener organischer Schädigungen oder chronischer Krankheiten
- Schwerstbehinderung

In Fällen von Legasthenie und Dyskalkulie ist die Praxis lokal unterschiedlich, obwohl die Fragestellung der Behinderung geklärt ist. So entschied das Verwaltungsgericht Kassel in seinem Beschluss vom 23. März 2006: „Bei der Legasthenie, die durch fachärztliches Gutachten bestätigt worden ist, handelt es sich um eine Behinderung i. S. d. Art. 3 Abs. 3 S. 2 GG, auf die im Schulrecht Rücksicht zu nehmen ist.“ Dies wurde vom Bundesverfassungsgericht mit dem Urteil vom 22. Nov 2023 bestätigt.
Urteile wie das des Verwaltungsgericht Hannover weisen darauf hin, dass die Behinderung durch eine Legasthenie oder Dyskalkulie „für sich allein genommen keine seelischen Störungen im Sinne des § 35a SGB VIII dar“ und somit die zusätzlich Finanzierung außerschulische Therapien durch das Jugendamt nicht automatisch gegeben ist. Ein Anspruch auf Eingliederungshilfe bestehe erst dann, wenn eine Teilleistungsschwäche zu einer „sekundären Neurotisierung“ geführt habe. Folgerichtig werden in Niedersachsen in Fällen von Legasthenie und Dyskalkulie Integrationshelfer allenfalls dazu eingesetzt, dabei zu helfen, eine drohende oder bereits eingetretene seelische Behinderung in Form einer „sekundären Neurotisierung“ abzuwenden bzw. abzumildern.
Die Schulbegleitung ist eine Einzelfallmaßnahme, die sich am Schüler orientiert und in der Regel direkt im Klassenraum stattfindet. Neben dem Begriff „Schulbegleiter“ finden sich noch viele weitere, wie „Integrationshelfer“, „Schulassistent“ oder „Individualbegleiter“. Die Vielfalt der Bezeichnungen geht darauf zurück, dass der Begriff rechtlich nicht erfasst ist und keine formelle Struktur existiert. Der Beschluss, einen Schulbegleiter für einen Schüler zu beantragen, erfolgt nicht auf Antrag des zuständigen Lehrpersonals, sondern der Erziehungsberechtigten, nach Möglichkeit in Rücksprache mit Pädagogen oder Schulpsychologen.
Eine Differenzierung in die Einsatzgebiete Regelschule und Förderschule ist möglich, aber nicht unbedingt nötig. Dennoch unterscheidet sich die Schulbegleitung in den beiden Schulformen. Inklusionsklassen der Regelschule besuchen meist Kinder, deren Behinderungsgrad nicht so hoch ist wie bei Kindern in der Förderschule. Dementsprechend ist der Unterstützungsbedarf geringer als an Förderschulen, in denen nur Schüler mit sehr hohem Förderbedarf eine Schulbegleitung erhalten, da dort bereits ein großes Team von Sonderpädagogen vorhanden ist. Da es diese an allgemeinen Schulen im Normalfall nicht gibt, sind hier Schulbegleiter oftmals mehr auf sich alleine gestellt und tragen eine größere Verantwortung für das Kind. Der Einsatz von Schulbegleitern konzentriert sich hauptsächlich auf Grundschulen, gefolgt von Haupt- bzw. Mittelschulen. Ein Grund hierfür liegt auch darin, dass es in der Lehrer- und Elternschaft vieler Gymnasien einen erheblichen Widerstand gegen zieldifferenten Unterricht mit solchen behinderten Kindern gibt, die aller Voraussicht nach nicht das Bildungsziel Abitur erreichen werden (im Gegensatz etwa zu intelligenten körperbehinderten Schülern).

## Entwicklung
Der Tätigkeitsbereich der Schulbegleiter geht auf die 1980er Jahre zurück, in denen es eine Unterstützung von behinderten Kindern gab, die „zunächst als Übernahme grundpflegerischer Leistungen zum Ermöglichen des Schulbesuchs installiert“ wurde.
Seit den 1990er Jahren wurde der Bereich immer mehr ausgeweitet und gelangte in den Bereich der Jugendhilfe (SGB VIII, § 35a). Bis heute steigt die Zahl der Schulbegleiter und liegt in manchen Kommunen schon im dreistelligen Bereich. Allein in Hamburg sind 1800 Schulbegleiter im Einsatz (Stand 2016). Die Tätigkeit hat sich regional und historisch entwickelt, weshalb kein bundesweiter Standard existiert.

## Aufgaben
Ein Schulbegleiter soll im schulischen Lebens- und Lernumfeld eine Unterstützung für einen bestimmten Schüler sein, so dass diesem die Teilhabe am Unterricht möglich wird.
Während noch 2002 in Veröffentlichungen nicht sauber zwischen pädagogischen Mitarbeitern und Schulbegleitern unterschieden wurde, gibt es heute aus formaljuristischer Sicht eine klare Vorgabe, in welchem Bereich die Aufgaben eines Schulbegleiters liegen. Beispielhaft sei die Empfehlung des Bayerischen Staatsministeriums für Unterricht und Kultus und des Verbandes der bayerischen Bezirke erwähnt, in den anderen Bundesländern gelten jedoch ähnliche Regelungen. Hier wird klargemacht, dass Schulbegleiter, dem Wortlaut nach, Defizite im pflegerischen, sozialen, emotionalen und kommunikativen Bereich ausgleichen. Konkret bedeutet dies, dass jegliche pädagogische oder auf den Unterricht bezogene Leistung, wie Aufgabenstellungen erklären oder zum Verständnis beitragen, nicht in seinem Aufgabenfeld liegen. Aus juristischer und kostenorientierter Perspektive macht diese Abgrenzung Sinn, in der Praxis sieht die Lage jedoch anders aus.
Hier orientiert sich der Arbeitsbereich des Schulbegleiters immer an der individuellen Bedürfnislage und Belastungsfähigkeit des Kindes. Grob können die Aufgaben in zwei Bereiche gegliedert werden: außerunterrichtliche Tätigkeiten und unterrichtsbezogene Tätigkeiten. Zum außerunterrichtlichen Bereich zählen unter anderem Hilfe beim An- und Ausziehen, Orientierung im Schulhaus und/oder auf dem Schulweg, Integration in die Klasse, Hilfe beim Toilettengang, allgemein lebenspraktische, wenn nötig auch pflegerische Aufgaben. Beispiele für die unterrichtsbezogenen Tätigkeiten sind Hilfestellungen während des Unterrichts, Aufgabenerklärungen, Anpassung des Inhalts an individuelle Bedürfnisse oder Unterstützung bei der Handhabung bestimmter Arbeitsmaterialien.
Konkrete Hilfestellungen nach Niedermayer sind:
- Hilfe bei der Umsetzung von Übungssequenzen
- Verdeutlichung der Arbeitsanweisungen des Lehrers
- Hilfestellung im Unterricht durch spezielle Methoden wie Handführung, Verdeutlichung über mehrere Sinneskanäle
- Lernangebote je nach Verfassung reduzieren oder erweitern
- Organisation von speziellen Medien und Hilfestellungen beim Umgang mit denselben
- Ordnungsprinzipien aufbauen und einüben

Oft sind die Tätigkeiten aus beiden Bereichen übergangslos miteinander verbunden. Der Schwerpunkt der Tätigkeit wird zum Wohl des Kindes festgelegt und ist individuell verschieden. Voraussetzung ist eine große Flexibilität und Anpassungsfähigkeit des Schulbegleiters, da das Ziel immer die größtmögliche Selbstständigkeit, sowie eine individuelle Unterstützung der Persönlichkeitsentwicklung des betroffenen Kindes ist.
Außerdem muss die Rolle/das Aufgabengebiet des Schulbegleiters immer in Zusammenhang mit persönlichen und strukturellen Rahmenbedingungen gesetzt werden. Beispiele sind die Familiensituation, Wohnsituation, emotionale, körperliche und seelische Verfassung des Kindes oder allgemein das Lebensumfeld.
Die Arbeit der Schulbegleiter ist mit vielen anderen Bereichen verknüpft. Eine enge Zusammenarbeit mit Lehrern, Schule und Eltern ist ebenso Voraussetzung, wie eine gute Kooperation aller Beteiligten. Vor allem Jutta Schöler gibt hier Orientierung, wie eine gute Zusammenarbeit gelingen kann.

## Qualifikation
Die Qualifikation eines Schulbegleiters kann nach dem aktuellen Stand nicht genau definiert werden, da keine entsprechende Profession existiert. Demnach sind diese Personen in der Regel keine speziell für die Tätigkeit ausgebildeten Fachkräfte. Möglich sind unter anderen Bundesfreiwilligendienstleistende (ehem. Zivildienstleistende), Teilnehmer eines freiwilligen sozialen Jahres, Hilfskräfte, aber auch Erzieher, Sozial-, Heil- oder Sonderpädagogen, Heilerziehungspfleger, nicht jedoch nahe Verwandte. Je nach den Ansprüchen der Kosten- oder Anstellungsträger und der spezifischen Sachlage, wird das Personal ausgewählt. Niedermayer stellt dar, wie wichtig eine pädagogische Grundausbildung von Schulbegleitern wäre. Diese sollten mit einer großen Vielfalt an Methoden und Instrumenten vertraut sein, um schnell auf spezifische Situationen reagieren zu können und dem Kind somit eine gute Förderung und Unterstützung zu bieten. Im Hinblick auf dieses Ziel besteht noch großer Handlungsbedarf.
Der Schulbegleiter ist in das Netz von Lehrern, der Klasse, den Eltern, der Schulleitung und den Behörden eingebunden und übernimmt hier als Bindeglied eine Schlüsselrolle. Eine Unterqualifizierung kann zur Belastung für die Lehrkraft werden und im äußersten Fall die Integration und die Inklusion zum Scheitern bringen.
Erste Schritte hin zu einer Professionalisierung der Schulbegleitung wurden mit dem von Mai 2009 bis April 2012 durchgeführten Modellprojekt zur Qualifizierung Modellprojekt zur Qualifizierung von Schulbegleitern und Schaffung von Netzwerken für die gelungene schulische Integration in Thüringen (QuaSI) am Institut für Berufsbildung und Sozialmanagement gemacht. Es wurde von der Fachhochschule Erfurt begleitet.
Organisiert und verwaltet werden Tätigkeiten der Integrationshilfe unter anderem von Vereinen für Menschen mit Behinderungen und Sozialverbänden wie der Diakonie oder dem Caritasverband.

## Organisation und Finanzierung

### Bewilligungsverfahren
Schüler, die durch eine Behinderung im Sinne von § 2 Abs. 1 Satz 1 des Neunten Buches wesentlich in ihrer Fähigkeit, an der Gesellschaft teilzuhaben, eingeschränkt oder von einer solchen wesentlichen Behinderung bedroht sind, erhalten Leistungen der Eingliederungshilfe, wenn und solange nach der Besonderheit des Einzelfalles, insbesondere nach Art oder Schwere der Behinderung, die Aussicht besteht, dass die Aufgabe der Eingliederungshilfe erfüllt werden kann. Personen mit einer anderen körperlichen, geistigen oder seelischen Behinderung können Leistungen der Eingliederungshilfe erhalten. Ein Anspruch auf einen Integrationshelfer nach dem SGB XII kann bestehen, wenn ein Kind mit einer körperlichen, geistigen oder mehrfachen Behinderung ohne eine individuelle Unterstützung nicht am Schulunterricht teilnehmen könnte. Nicht jede Behinderung führt aber automatisch zu einem Anspruch auf einen Integrationshelfer. Vielmehr wird in jedem Einzelfall individuell geprüft, ob für den Schulbesuch ein Integrationshelfer nötig ist. Die Entscheidung wird zusammen mit dem zuständigen Gesundheitsamt unter Berücksichtigung des schulischen Gutachtens und der medizinischen Unterlagen gefällt.
Voraussetzung einer Antragsbewilligung ist neben dem o. g. Verfahren, dass die Schule, die den Schulpflichtigen aufnehmen soll, dessen besonderem Betreuungsbedarf nicht im Rahmen ihrer Möglichkeiten mit eigenem Personal gerecht werden kann. Insbesondere kann die erforderliche spezielle Betreuung des Schülers nicht von der Lehrkraft als einziger erwachsener Person im Klassenraum geleistet werden. Probleme mit der Akzeptierung der Feststellung, die Leistungsfähigkeit einer Schule werde durch den zu inkludierenden Schüler überfordert, gibt es vor allem dann, wenn ein zusätzlicher Betreuer als Begleitung in eine Förderschule eingebunden werden soll.
Träger der Eingliederungshilfe versuchen gelegentlich geltend zu machen, dass der zusätzliche Einsatz eines Förderschullehrers im inklusiven Unterricht den Einsatz eines Integrationshelfers entbehrlich mache. Diese Argumentation hält das Sozialgericht Aurich in einem nicht anfechtbaren Urteil (SG Aurich 13. Kammer, Beschluss vom 23. November 2015, S 13 SO 67/15 ER) nicht für stimmig. Es handele sich, so das Gericht, „bei der Betreuung der Antragstellerin durch eine Förderschulkraft um die Wahrnehmung des Kernbereiches der pädagogischen Aufgaben der Schulbehörde. Dem gegenüber steht die begehrte Integrationshilfe als unterstützende Maßnahme, die […] der Zuständigkeit der Eingliederungshilfe zugewiesen ist. Im Ergebnis liegt also nach der gesetzlichen Konzeption keine 1 zu 2 Betreuung im Sinne der Integrationshilfe vor, wenn die Anwesenheit einer Integrationshilfekraft zeitgleich zur Anwesenheit einer Förderschulkraft erfolgt. Es werden zwei verschiedene Leistungen zugunsten der Klägerin erbracht.“
Die Bewilligung der Schulbegleitung bezieht sich meist auf ein Jahr, anschließend werden die Effektivität und Notwendigkeit neu geprüft.
Die frühere Regelung, der zufolge der zuständige Sozialhilfeträger die Kosten für die Integrationshilfe nicht übernehmen musste, wenn die zuständige Schulbehörde der Meinung war, dass ein Schüler Unterricht in einer Förderschule benötige, ist durch den Beitritt Deutschlands zum Übereinkommen über die Rechte von Menschen mit Behinderungen der Vereinten Nationen hinfällig geworden. Laut Art. 24 Abs. 2 der Konvention müssen die Vertragsstaaten sicherstellen, „dass Menschen mit Behinderungen nicht aufgrund von Behinderung vom allgemeinen Bildungssystem ausgeschlossen werden und dass Kinder mit Behinderungen nicht aufgrund von Behinderung vom unentgeltlichen und obligatorischen Grundschulunterricht oder vom Besuch weiterführender Schulen ausgeschlossen werden“ sowie dass „Menschen mit Behinderungen gleichberechtigt mit anderen in der Gemeinschaft, in der sie leben, Zugang zu einem integrativen, hochwertigen und unentgeltlichen Unterricht an Grundschulen und weiterführenden Schulen haben“. Daher werden heute die gestellten Anträge in den meisten Fällen bewilligt, wenn ein besonderer Betreuungsbedarf vorliegt. Denn wenn ein Kind die formalen Voraussetzungen für eine Aufnahme an einer Regelschule mitbringt, ist der Kostenträger zu einer Finanzierung des Schulbegleiters verpflichtet.

### Maßnahmenträger
Für die Anstellung des Schulbegleiters gibt es mehrere Möglichkeiten. Dieser kann von den Eltern selbst (Elternarbeitgebermodell), von sonder-/heilpädagogischen Diensten oder dem Schulträger angestellt werden. In der Regel beschäftigen Ämter keine Schulbegleiter. Denn Integrationshelfer müssen nur dann von der  Schulverwaltung gestellt  werden, wenn sich eine Pflicht hierzu aus dem jeweiligen Landesschulrecht ergibt. Schulämter stellen jedoch Kontakte mit potenziellen Arbeitgebern von Schulbegleitern her, vor allem mit Organisationen wie caritativen Einrichtungen.
Beim „Elternarbeitgebermodell“ stellen die Eltern die Begleitperson selbst ein und versichern diese auch. Der Integrationshelfer muss bei diesem Modell jeden Monat einen Stundennachweis beim Sozial- oder Jugendamt abgeben, und daraufhin bekommen die Eltern das gezahlte Gehalt für die Begleitung erstattet. Bei diesem Modell kann es aufgrund der besonderen Loyalität der Integrationshelfer den Eltern des betreuten Kindes gegenüber zu Konflikten mit dem Schul- oder Klassenleiter kommen, da Lehrer im Unterricht weisungsbefugt sind und, wie auch Schulleiter, den Vorschriften des Schulrechts ihres Landes unterliegen.

### Finanzierung

#### Schüler
Kinder und Jugendliche mit seelischer Behinderung erhalten Eingliederungshilfe nach SGB VIII. Kinder und Jugendliche mit körperlicher oder geistiger Behinderung erhalten diese nach SGB XII. Beispiele für seelische Behinderung sind Entwicklungsverzögerungen, Autismus, Förderbedarf im Bereich der emotionalen und sozialen Entwicklung oder der AD(H)S. Das zuständige Amt ist im Falle von geistiger bzw. körperlicher Behinderung das Sozialamt, bei seelischer Behinderung ist es das Jugendamt. Somit kann man von einem dualen System sprechen. Eigenbeteiligungen der Eltern und/oder der Schüler sind von Rechts wegen nicht vorgesehen. Durch die Trennung der Zuständigkeiten für einen behinderten Schüler entstehen Abgrenzungsprobleme, vor allem im Bereich der Mehrfachbehinderung und im Grenzbereich der geistigen bzw. seelischen Behinderung. Nachdem die Entscheidung der Eltern in Absprache mit dem Schulleiter, Klassenlehrer usw. für einen Schulbegleiter für ein bestimmtes Kind vorliegt, folgt die Antragstellung auf Kostenübernahme beim Sozialamt oder Jugendamt.
Anspruchsinhaber für Leistungen der Eingliederungshilfe ist grundsätzlich der Hilfeempfänger. Im Rahmen des Sorgerechts müssen aber die Eltern bzw. sorgeberechtigten Personen Antrag auf Eingliederungshilfe stellen. Die Kosten für eine Schulbegleitung werden in der Regel für die Zeiten der regulären stundenplanmäßigen Schulzeit unabhängig vom Einkommen und Vermögen der Eltern vom Sozialleistungsträger (Jugendamt oder Träger der Sozialhilfe) übernommen. Während der Zeiten in der Offenen Ganztagsschule und der „Sicheren Schulzeit“ erfolgt die Kostenübernahme einkommens- und vermögensabhängig.

#### Gehalt eines Schulbegleiters
Durchschnittlich erhält ein Schulbegleiter (Stand Januar 2023) in Deutschland als Vollzeitkraft 2158 € im Monat brutto. In Bayern beträgt das Durchschnittsgehalt 2205 €, in Mecklenburg-Vorpommern 1855 € brutto im Monat. Teilzeitkräfte verdienen entsprechend weniger.

## Praxis
In den meisten Ländern hat sich die Nachfrage nach Schulbegleitern von 2008 bis 2018 dramatisch erhöht. Zugleich gibt es einen Mangel an qualifiziertem pädagogischem Fachpersonal. Auf Anfrage von Spiegel Online bestätigten diverse Anbieter, dass sie vor allem mit nicht ausgebildeten Hilfskräften arbeiten. Auf Wünsche einzelner Eltern nach einem besser qualifizierten Schulbegleiter für ihr Kind reagieren Schul-, Sozial- und Jugendämter zumeist mit Skepsis.
Anders als die Bundesvereinigung Lebenshilfe hält die Stadt Hamm den überwiegenden Einsatz nicht (ausreichend) qualifizierter Arbeitskräfte als Integrationshelfer nicht für kritikwürdig. In einem Merkblatt für Eltern schreibt sie: „In der Regel reichen für die Begleitung Ihres Kindes Integrationshelfer ohne pädagogische oder pflegerische Qualifikation aus. Hier wählen die Träger persönlich und menschlich geeignete Integrationskräfte aus. Je nach Einzelfall kann es jedoch erforderlich sein, dass der Integrationshelfer eine bestimmte Qualifikation hat, z. B. wenn bestimmte pflegerische oder medizinische Hilfen nötig sind. Die Entscheidung hierüber trifft das Amt für Soziales, Wohnen und Pflege in Absprache mit dem Gesundheitsamt.“
Auf Kritik stieß ein Beschluss des Schleswig-Holsteinischen Landessozialgerichts vom 17. Februar 2014. Das Gericht urteilte, dass ein Anspruch auf Eingliederungshilfe für einen behinderten Schüler dann ins Leere laufe, wenn „Schulen wegen fehlender Ressourcen eine inklusive Schulbildung trotz anderweitiger Vorgaben im Schulgesetz nicht gewährleisten können.“ Dann sei das zuständige Sozialamt bzw. Jugendamt nicht leistungspflichtig. In den kreisfreien Städten und Landkreisen einiger Länder machen Schulbehörden im Gegenzug die Beschäftigung von Integrationshelfern davon abhängig, dass vom zuständigen Sozialamt eine („Blanko“-)Leistungszusage vorliegt.
Auch dass viele Helfer nicht viel mehr als den Mindestlohn verdienen, ist Gegenstand der Kritik.